# The Meeting
The Meeting ist ein Jazzalbum des Art Ensemble of Chicago. Die von Februar bis April 2003 im Studio Audio for Arts, Madison (Wisconsin)
entstandenen Aufnahmen erschienen im August 2003 auf Pi Recordings.

## Hintergrund
Zum Zeitpunkt des Entstehens dieser Aufnahmen sprach man von der „Post-Lester-Bowie-Ära“ des Art Ensemble of Chicago. Der Mitbegründer und Trompeter der Gruppe war 1999 gestorben. Im September 2001 fand die Triosession Tribute to Lester (2003) statt; Joseph Jarman hatte die Band 1993, nach dem Aufnahmen zu Salutes the Chicago Blues Tradition verlassen und kehrte im Januar 2003 zurück (Reunion: Live in Roma). Neben diesem Livemitschnitt und dem Bowie-Tributalbum sind die Aufnahmen zu The Meeting und Sirius Calling (2004) die einzigen Aufnahmen des Art Ensemble, die in dieser neuen Ära entstanden waren; schließlich war Corey Wilkes von 2004 bis 2006 Trompeter der Band (Non-Cognitive Aspects of the City: Live at Iridium, 2004).

## Titelliste
- Art Ensemble of Chicago:  The Meeting (Pi Recordings PI07)[3]

1. Hail We Now Sing Joy (Joseph Jarman) 6:40
2. It’s the Sign of the Times (Malachi Favors) 18:55
3. Tech Ritter and the Megabytes (Roscoe Mitchell) 4:28
4. Wind and Drum 11:16
5. The Meeting (Roscoe Mitchell) 6:58
6. Amin Bidness 8:40
7. The Train to Io 5:06

Wenn nicht anders vermerkt, stammen die Kompositionen vom Art Ensemble of Chicago.

## Rezeption

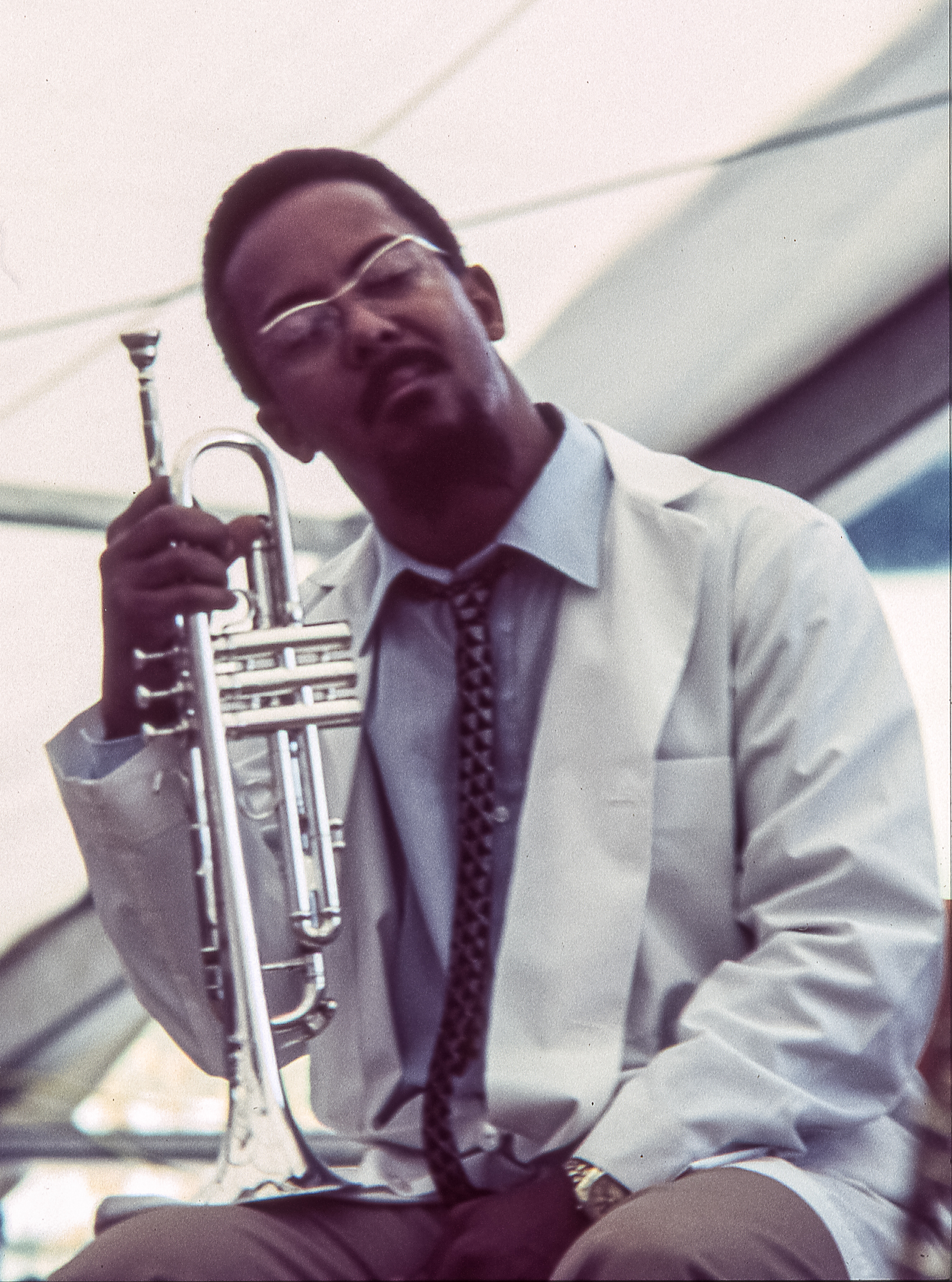
Lester Bowie, mit dem Art Ensemble of Chicago, 1983

Das Album erhielt bei seinem Erscheinen zahlreiche positive Rezensionen; der in das Art Ensemble zurückgekehrte Joseph Jarman würde mitreißende Kompositionen und eine interessante kreative Spannung in diese Veröffentlichung einbringen, lobte Kevin Whitehead im National Public Radio.
Thom Jurek verlieh dem Album in Allmusic vier Sterne und schrieb, das Album sei eine Art Wiedervereinigung mit dem Komponisten und vielseitig talentierten Instrumentalisten Joseph Jarman, der Anfang der 1990er Jahre in den [vorläufigen] Ruhestand gegangen war. Dennoch werde Bowies kraftvolle, humorvolle Präsenz vermisst, und zur Ehre der Band muss gesagt werden, dass sie bei keiner der [2003 entstandenen] Aufnahmen versucht hätten, diese Lücke zu füllen. „It's the Sign of the Times“, geschrieben von Favours, greife mit tieferer Weisheit, umfangreicherer Textur und ausgeprägterer Dynamik das Gebiet auf, das das Art Ensemble 1969 auf seinem Album People in Sorrow erkundete. Jedes Mitglied trete über einen längeren Zeitraum als Solist auf, bevor die Band in einem Schlusssatz zusammenkomme, der alle unterschiedlichen Themen auf den Punkt bringe. Mit einer Länge von fast 19 Minuten sei es ein Porträt des Art Ensembles als Individuen, die zusammenkommen, um eine untrennbare Bindung und Hingabe an die Schaffung von Klang als Musik zu bilden; der von der Gruppe geschaffene Expressionismus sei nicht von dieser Welt. Dies sei ein großartiges Reunion-Album, das begeistert und gleichzeitig provoziert.
Nach Ansicht von Mark Corroto, der das Album in All About Jazz rezensierte, würde Jarmans Rückkehr hier Bowies Abwesenheit nicht ersetzen, sie lenke die Musik lediglich in andere Richtungen. Jarmans buddhistische Studien der letzten zehn Jahre seien bereits im Eröffnungsstück deutlich erkennbar, einem lautstarken Lob seines Dharma-Pfades und seiner Suche nach Erleuchtung. Die boppige Melodie veranschauliche vielfältige Inspirations- und Inhaltsquellen der Band. Das zweite Stück gehe in ein 19-minütiges, größtenteils freies Stück über, in dem jedes Mitglied lange perkussive Soli spielt, die sich zu einer kontemplativen Klangauflösung der Gruppe zusammenfügen. Die Fähigkeit, mitreißende Kompositionen wie ihre Anspielung auf Hip-Hop in „Tech Ritter and the Megabytes“ und offene Meditationen in „Wind and Drum“ mit seinen Glocken und Flöten zu kombinieren, veranschaulicht das weitreichende Genie dieses Ensembles. Was das Art Ensemble of Chicago nach all diesen Jahren zeige, sei ein umfassendes Wissen über Improvisation, das sowohl auf Lärm als auch auf Stille basiert.
Lester Bowie hatte inzwischen seine leibliche Hülle und seinen üblichen weißen Laborkittel abgelegt, als Jarman zur Truppe zurückkehrte, schrieb Todd S. Jenkins (The Vinyl Factory). Auch wenn Bowies meckernde, geistreiche Trompete beim ersten Hören definitiv fehle, würde sich die Band eindrucksvoll neu formieren und weiterhin erkunden, wo sie gewesen war und was noch vor ihr lag. „Hail We Now Sing Joy“ sei voll strukturiert und schwungvoll; der lustige, abgehackte Funk von Favors’ „Tech Ritter and the Megabytes“ sei John Luries Lounge Lizards würdig; und die gemeinsamen Werke würden vielleicht sogar tiefgründiger als je zuvor klingen, während sie über ihren verlorenen Kameraden nachsinnen.